# Regió activa
Una regió activa és una regió temporal de l'atmosfera del Sol caracteritzada per un camp magnètic fort i complex. Sovint s'associen amb taques solars i solen ser la font d'erupcions violentes com ara ejeccions de massa coronal i erupcions solars. El nombre i la ubicació de les regions actives al disc solar en un moment donat depèn del cicle solar.

## Números de regió
A les regions actives recentment observades al disc solar se'ls assigna números de regió de 4 dígits per l'Space Weather Prediction Center (SWPC) el dia següent a l'observació inicial. El número de regió assignat a una regió activa concreta és un afegit al número assignat anteriorment. Per exemple, la primera observació de la regió activa 8090, o AR8090, va ser seguida per AR8091.
Segons l'SWPC, s'assigna un número a una regió si compleix almenys un dels criteris següents:
1. Conté un grup de taques solars de classe C o més gran basat en el sistema de classificació de taques solars de la classe Zuric modificada.
2. Conté un grup de taques solars de classe A o B confirmat per almenys dos observadors, preferiblement amb observacions a més d'una hora de diferència.
3. Ha produït una erupció solar amb un esclat de raigs X.
4. Conté una platja amb una brillantor de llum blanca d'almenys 2,5 (en una escala lineal 1-5, 5 = erupció) i té una extensió d'almenys cinc graus heliogràfics.
5. Conté una platja que és brillant prop de l'extremitat oest i se sospita que creix.

Els números de la regió van arribar als 10.000 el juliol del 2002. No obstant això, l'SWPC va continuar utilitzant 4 dígits, amb la inclusió de zeros al capdavant.

## Camp magnètic

Un diagrama molt simplificat del camp magnètic d'una regió activa que il·lustra la seva naturalesa bipolar.

### Classificació magnètica de Mount Wilson
El sistema de classificació magnètica de Mount Wilson, també conegut com a sistema de classificació magnètica Hale, és un mètode per classificar el camp magnètic de les regions actives. Va ser introduït per primera vegada l'any 1919 per George Ellery Hale i els seus companys de feina a l'Observatori Mount Wilson. Originalment incloïa només les classificacions magnètiques α, β i γ, però més tard va ser modificada per H. Künzel el 1965 per incloure el qualificador δ.
| Classificació | Descripció |
| ------------- | --- |
| α             | Una regió activa que conté una sola taca solar o grup de taques solars amb la mateixa polaritat magnètica. Encara hi ha una contrapart de polaritat oposada, però és feble o no està prou concentrada per formar taques solars. |
| β             | Una regió activa amb almenys dues taques solars o grups de taques solars que tenen polaritat magnètica oposada. També hi ha una línia neutra simple entre les dues polaritats.                                                  |
| γ             | Una regió activa amb taques solars amb polaritat magnètica completament barrejada. |
| β-γ           | Una regió activa amb almenys dues taques solars o grups de taques solars que tenen polaritat magnètica oposada (per tant β) però sense una línia neutra ben definida que divideixi les polaritats oposades (d'aquí γ).          |
| δ             | Un qualificatiu per a les altres classes que indica la presència d'ombres de polaritat oposada dins d'una sola penombra separada per un màxim de 2° de distància heliogràfica.                                                  |
| β-δ           | Una regió activa amb un camp magnètic β i almenys un parell d'ombres de polaritat oposada dins d'una sola penombra (per tant, δ).                                                                                               |
| β-γ-δ         | Una regió activa amb un camp magnètic β-γ i almenys un parell d'ombres de polaritat oposada dins d'una sola penombra (per tant, δ).                                                                                             |
| γ-δ           | Una regió activa amb un camp magnètic γ i almenys un parell d'ombres de polaritat oposada dins d'una sola penombra (per tant, δ).                                                                                               |

## Taques solars

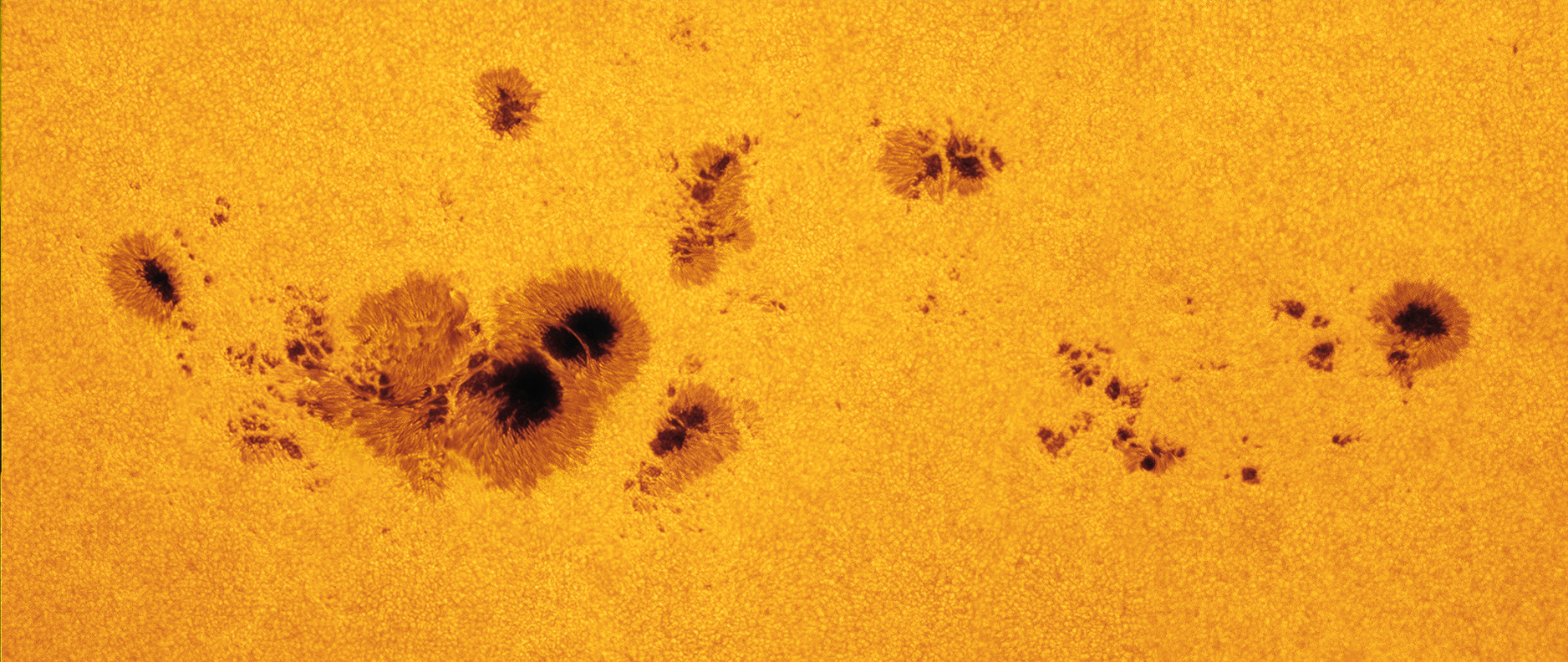
Una regió activa vista a la llum visible que mostra un grup de taques solars.

El fort flux magnètic que es troba a les regions actives sovint és prou fort com per inhibir la convecció. Sense que la convecció transporti energia des de l'interior del Sol fins a la fotosfera, la temperatura de la superfície disminueix juntament amb la intensitat de la emissió de la radició de cos negre. Aquestes àrees de plasma més fred es coneixen com a taques solars i sovint apareixen en grups. Tanmateix, no totes les regions actives tenen taques solars.

## Aparició del flux magnètic
Les regions actives es formen a través del procés d'aparició del flux magnètic, durant el qual els camps magnètics generats per la dinamo solar surten de l'interior del Sol.:118